# Răzvan Biro
Daniel-Răzvan Biro (n. 26 februarie 1994) este un politician român, ales în 2024 deputat de Mureș din partea partidului Alianța pentru Unirea Românilor. În martie 2025, a participat la o demonstrație ilegală de extremă dreapta și a fost ulterior audiat de procurori. A spus:
„Dacă tot e vorba de aşa zisă organizare şi implicare a noastră, a parlamentarilor de la AUR, în organizare, aşa bine am fost organizaţi încât nici măcar de prezenţa celorlalţi colegi nu ştiam acolo. A fost o chestiune cât se poate de simplă şi normal”

## Carieră politică (2024–prezent)
Pe 31 martie 2024, Biro a fost anunțat drept propunerea partidului AUR pentru Consiliul Județean Mureș la alegerile locale din 9 iunie acelui an, iar Cristian Vântu ca propunere pentru Primăria municipiului Târgu Mureș.
În urma alegerilor parlamentare din 2024 pe 1 decembrie, Biro a fost ales membru al Camerei Deputaților, în circumscripția nr. 7 Mureș, preluând mandatul pe 21 decembrie. Ca deputat este membru al grupurilor parlamentare de prietenie pentru Cehia, Uruguay și Serbia. În martie 2025, a participat la o demonstrație ilegală de extremă dreapta și a fost ulterior audiat de procurori.